# Olympische Jugend-Winterspiele 2016/Eiskunstlauf
Bei den Olympischen Jugend-Winterspielen 2016 in Lillehammer fanden vom 13. bis 20. Februar 2016 insgesamt fünf Wettbewerbe im Eiskunstlauf statt.

## Bilanz

### Medaillenspiegel
| Platz  | Land                 | Gold | Silber | Bronze | Gesamt |
| ------ | -------------------- | ---- | ------ | ------ | ------ |
| 1      | Russland             | 3    | 1      | 3      | 7      |
| —      | Gemischte Mannschaft | 1    | 1      | 1      | 3      |
| 2      | Japan                | 1    | —      | —      | 1      |
| 3      | Lettland             | —    | 1      | —      | 1      |
| 3      | Vereinigte Staaten   | —    | 1      | —      | 1      |
| 3      | Tschechien           | —    | 1      | —      | 1      |
| 6      | Kasachstan           | —    | —      | 1      | 1      |
| Gesamt | Gesamt               | 5    | 5      | 5      | 15     |

### Medaillengewinner
| Disziplin             | Gold | Silber                                                                                            | Bronze                                                                                              |
| --------------------- | --- | ------------------------------------------------------------------------------------------------- | --------------------------------------------------------------------------------------------------- |
| Männer Einzel         | Sōta Yamamoto                                                                                             | Deniss Vasiļjevs                                                                                  | Dmitri Alijew                                                                                       |
| Frauen Einzel         | Polina Zurskaja                                                                                           | Marija Sotskowa                                                                                   | Elisabet Tursynbajewa                                                                               |
| Eistanz               | Jekaterina Borissowa/Dmitri Sopot                                                                         | Anna Dušková/Martin Bidař                                                                         | Alina Ustimkina/Nikita Wolodin                                                                      |
| Paarlauf              | Anastassija Schpilewaja/Grigori Smirnow                                                                   | Chloe Lewis/Logan Bye                                                                             | Anastassija Skopzowa/Kirill Aljoschin                                                               |
| Mannschaftswettbewerb | Team Desire Dmitri Alijew Li Xiangning Sarah Rose/Joseph Goodpaster Anastassija Skopzowa/Kirill Aljoschin | Team Future Iwan Schmuratko Diāna Ņikitina Anna Dušková/Martin Bidař Julia Wagret/Mathieu Couyras | Team Discovery Deniss Vasiļjevs Fruzsina Medgyesi Gao Yumeng/Li Bowen Marjorie Lajoie/Zachary Lagha |

## Männer Einzel
| Platz | Land | Sportler         | Punkte |
| ----- | ---- | ---------------- | ------ |
| 1     | JPN  | Sota Yamamoto    | 215,25 |
| 2     | LAT  | Deniss Vasiļjevs | 214,43 |
| 3     | RUS  | Dmitri Alijew    | 209,77 |
| 4     | CAN  | Roman Sadovsky   | 205,69 |
| 5     | KOR  | Cha Jun-hwan     | 198,90 |
| 6     | JPN  | Koshiro Shimada  | 182,52 |

Datum: 15. Februar

## Frauen Einzel
| Platz | Land | Sportler              | Punkte |
| ----- | ---- | --------------------- | ------ |
| 1     | RUS  | Polina Zurskaja       | 186,04 |
| 2     | RUS  | Marija Sotskowa       | 169,50 |
| 3     | KAZ  | Elisabet Tursynbajewa | 167,88 |
| 4     | JPN  | Yuna Shiraiwa         | 166,66 |
| 5     | LAT  | Diāna Ņikitina        | 165,60 |
| 6     | JPN  | Kaori Sakamoto        | 155,23 |

Datum: 16. Februar
Teilnehmerin aus deutschsprachigen Ländern:

11.  Annika Hocke: 125,20 Punkte

## Mixed

### Eistanz
| Platz | Land | Sportler                                  | Punkte |
| ----- | ---- | ----------------------------------------- | ------ |
| 1     | RUS  | Anastassija Schpilewaja Grigori Smirnow   | 141,88 |
| 2     | USA  | Chloe Lewis Logan Bye                     | 136,37 |
| 3     | RUS  | Anastassija Skopzowa Kirill Aljoschin     | 134,62 |
| 4     | CAN  | Marjorie Lajoie Zachary Lagha             | 125,87 |
| 5     | UKR  | Anschelika Jurtschenko Wolodymyr Bjelikow | 114,96 |
| 6     | BLR  | Emilija Kalehanawa Uladsislau Palchouski  | 108,12 |

Datum: 16. Februar
Teilnehmer aus deutschsprachigen Ländern:

11.  Charise Matthaei / Maximilian Pfisterer: 96,40 Punkte

### Paare
| Platz | Land | Sportler                          | Punkte |
| ----- | ---- | --------------------------------- | ------ |
| 1     | RUS  | Jekaterina Borissowa Dmitri Sopot | 168,66 |
| 2     | CZE  | Anna Dušková Martin Bidař         | 166,13 |
| 3     | RUS  | Alina Ustimkina Nikita Wolodin    | 152,77 |
| 4     | CAN  | Justine Brasseur Mathieu Ostiguy  | 140,59 |
| 5     | CHN  | Zhao Ying Xie Zhong               | 139,06 |
| 6     | USA  | Sarah Rose Joseph Goodpaster      | 126,53 |

Datum: 15. Februar

### Mannschaft
| Platz | Team                 | Länder          | Sportler                                                                                      |
| ----- | -------------------- | --------------- | --------------------------------------------------------------------------------------------- |
| 1     | Gemischte Mannschaft | RUS CHN USA RUS | Dmitri Alijew Li Xiangning Sarah Rose Joseph Goodpaster Anastassija Skopzowa Kirill Aljoschin |
| 2     | Gemischte Mannschaft | UKR LAT CZE FRA | Iwan Schmuratko Diāna Ņikitina Anna Dušková Martin Bidař Julia Wagret Mathieu Couyras         |
| 3     | Gemischte Mannschaft | LAT HUN CHN CAN | Deniss Vasiļjevs Fruzsina Medgyesi Gao Yumeng Li Bowen Marjorie Lajoie Zachary Lagha          |

Datum: 20. Februar